# Francisca van Vloten

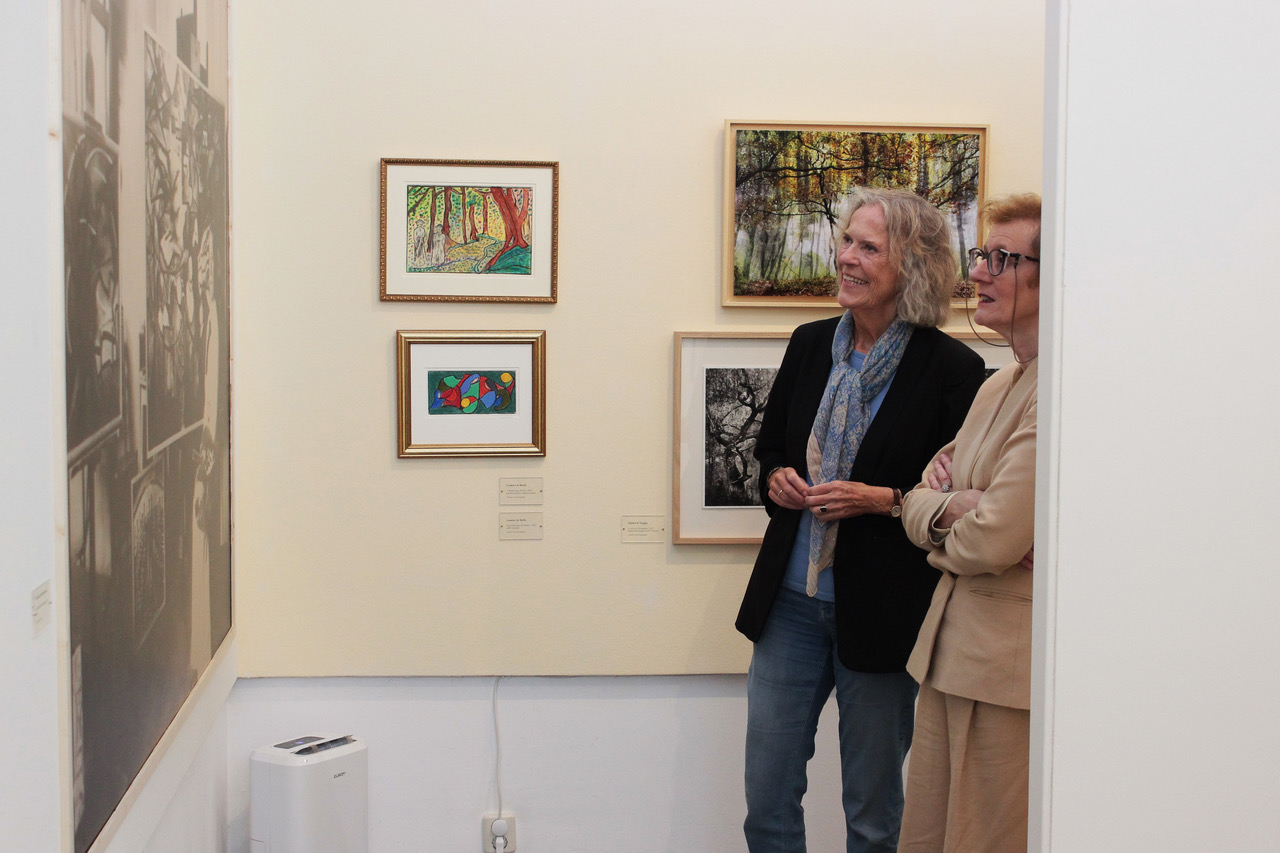
Francisca van Vloten en Katlijne Van der Stighelen bij de opening van de tentoonstelling Jacoba van Heemskerck (1876-1923). Kunstenares en inspiratiebron'Een klein eerbetoon, Museum Domburg, 2023.

Francisca Leonore van Vloten (Leiden, 31 augustus 1950) is museumconservator in Domburg en combineert die functie met werkzaamheden als cultuurhistorisch en literair onderzoeker, schrijver en redacteur.

## Biografie
Van Vloten stamt uit een Nederlands patriciërsgeslacht. Haar betovergrootvader was de theoloog en letterkundige Johannes van Vloten, de vader van Martha, Betsy en Kitty van Vloten en van de Arabist Gerlof van Vloten. Johannes van Vlotens oudste zoon Willem van Vloten was haar overgrootvader. Na haar kandidaats Nederlands Recht (1968-1971), studeerde ze Europees en Internationaal Recht (1973-1976) aan de Universiteit Utrecht. In de laatste fase van de studie stapte zij over naar de literatuur en de kunsten en specialiseerde zij zich in binnen- en buitenland als schrijver en onderzoeker op dat terrein.
Ze is de conservator en adviseur van het Marie Tak van Poortvliet Museum in Domburg en het culturele museumhotel L'esquisse in Barbizon FR. Daarnaast is zij voorzitter van het Scientific Advisory Committee van "euroart", de Europese Federatie van kunstenaarskolonies, en bestuurslid van de Impressionisms Routes Eau & Lumière. Als initiatiefnemer van het International Centre for Artists Colonies in Europe (ICEAC) ontwikkelde zij de Toorop Route door Europa in het project Impressionisms Routes. 
In 1976 ontving zij de Eenakter Eerste Prijs van Toneelgroep Centrum, NRC en Toneel Teatraal voor haar toneelstuk Mono-Stereo. De Zeeuwse Boekenprijs 2004 werd haar toegekend voor Moen! Tussen Toorop en Mondriaan. De publicatie vertelt het verhaal van Domburg als kunstenaarskolonie met de kunstenares Mies Elout-Drabbe als middelpunt tussen Jan Toorop en Piet Mondriaan.
Zij publiceerde boeken en artikelen over kunst en literatuur en was werkzaam als redacteur van boeken, artikelen en cultuurhistorische en literaire tijdschriften. Van Vloten is lid van de Maatschappij der Nederlandse Letterkunde. Haar werk is vertaald in het Duits, Engels, Frans, Hongaars, Russisch en Litouws.

## Foto's

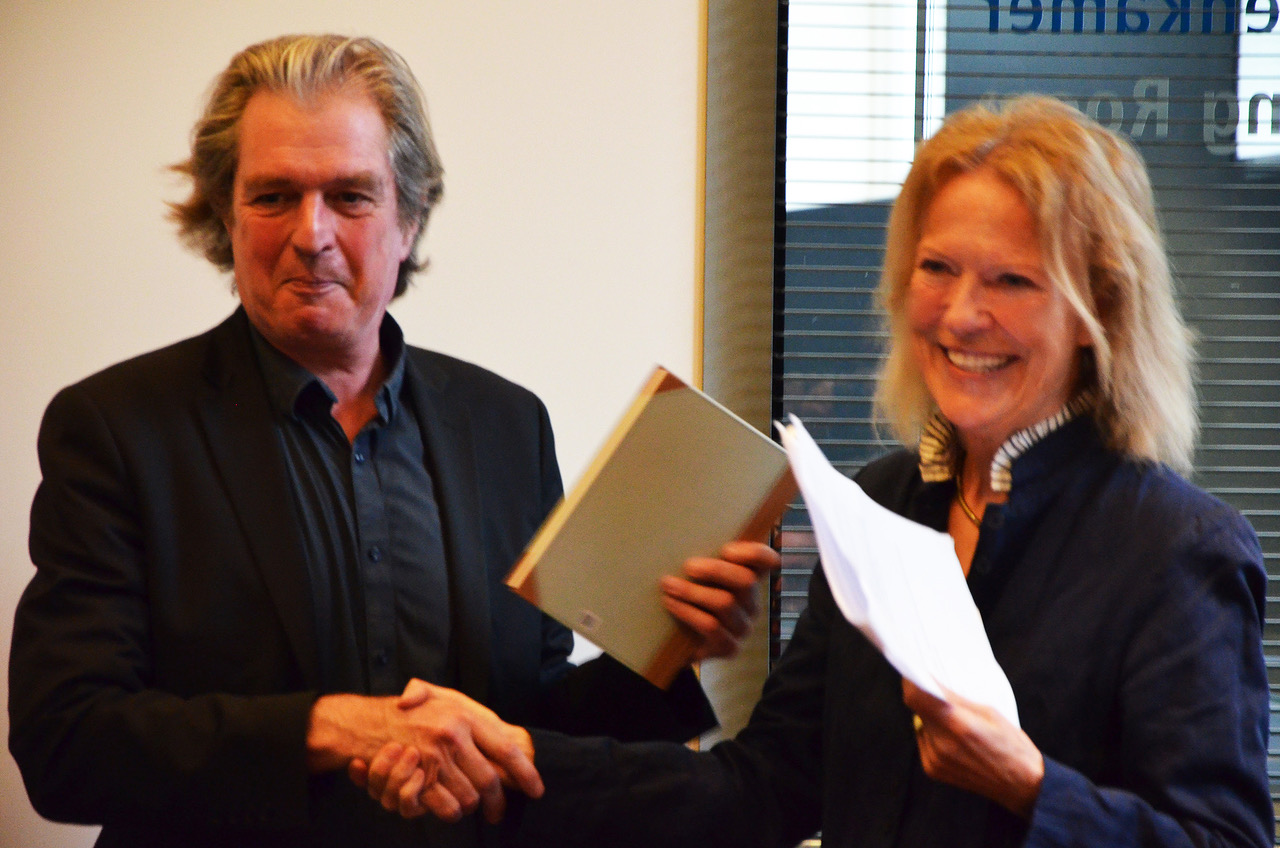
Aanbieding Liber Amicorum Frederik van Eeden aan Wim Brands, UvA, Amsterdam 2015
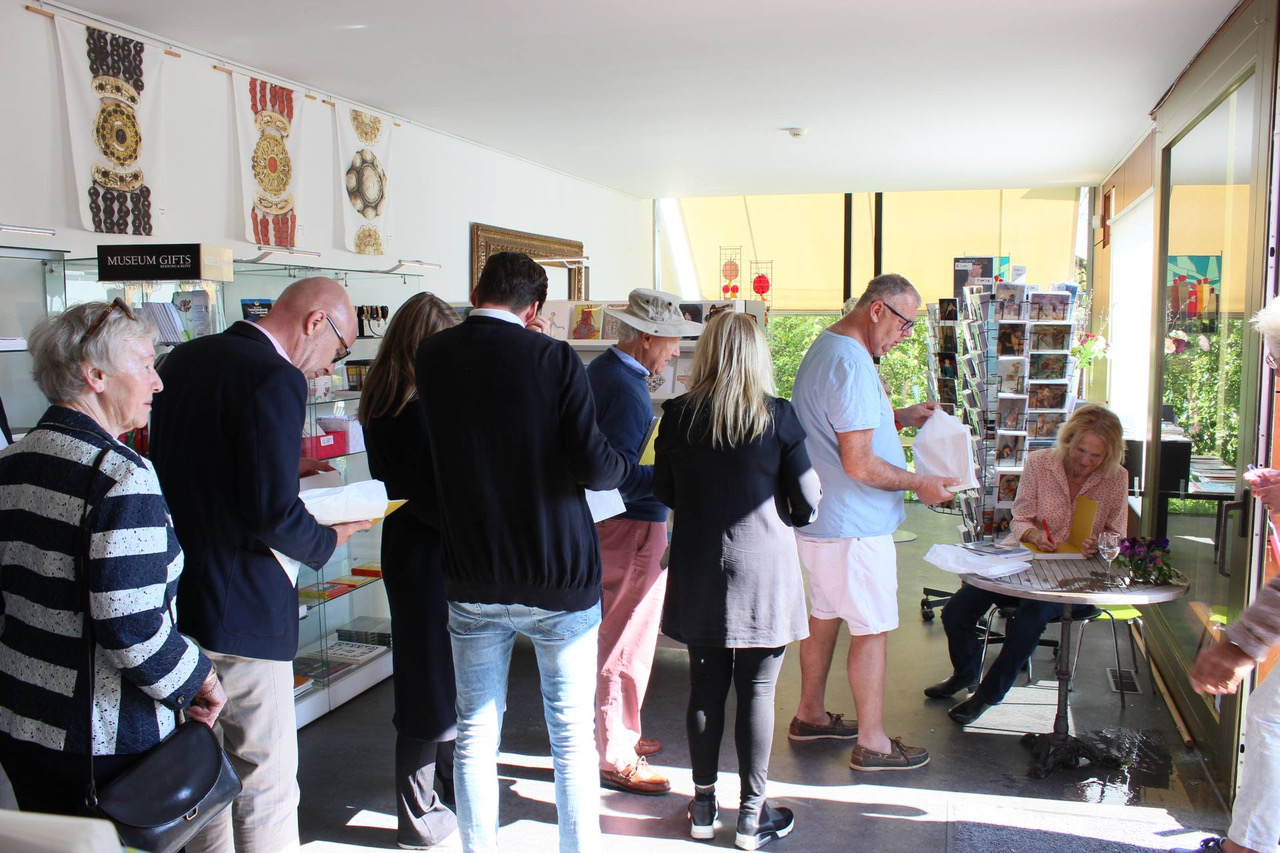
Francisca van Vloten signeert De Schilders van Domburg, Museum Domburg, 2018
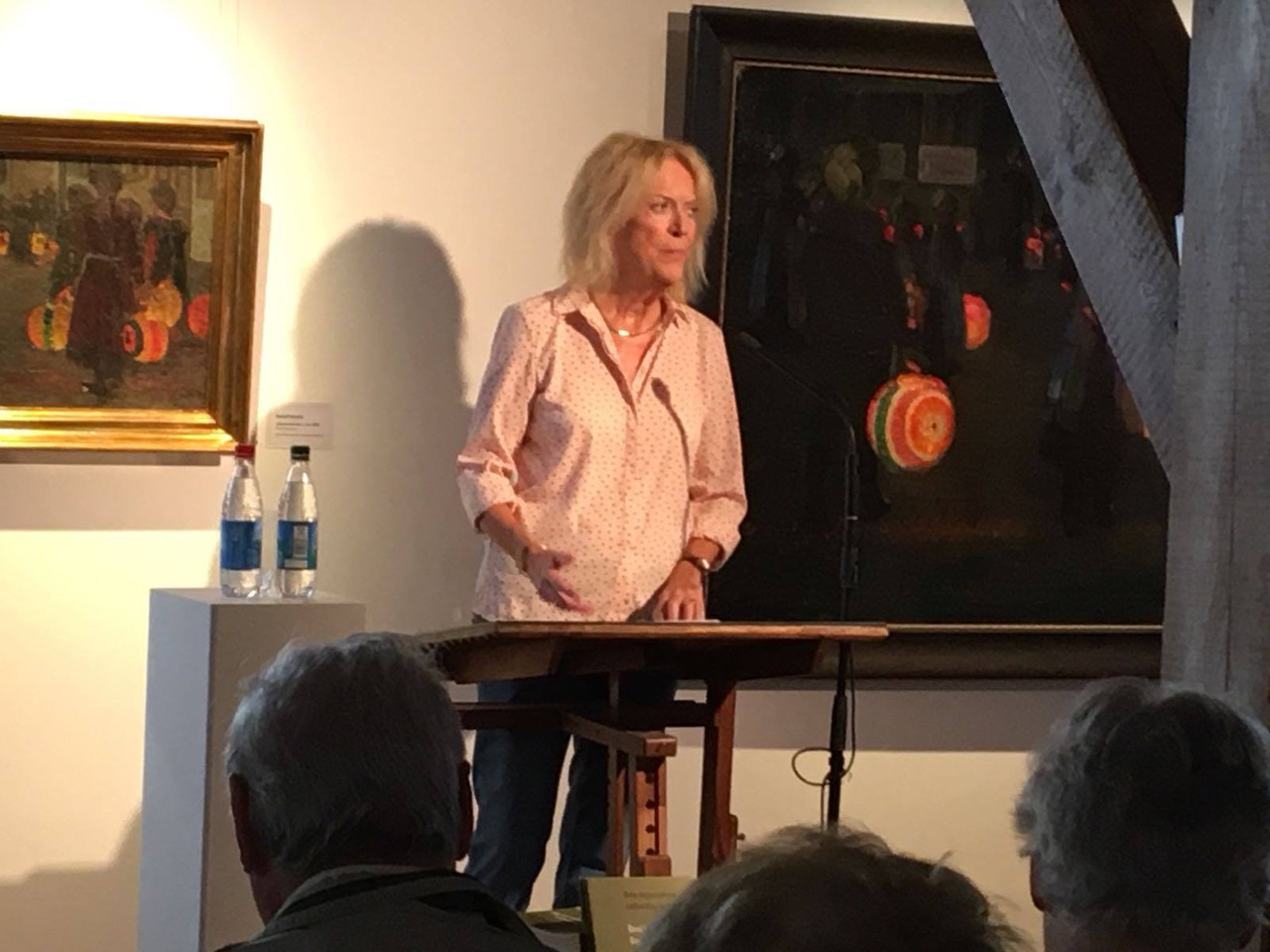
Toelichting op de Domburg tentoonstelling in Schwaan DE, 2018
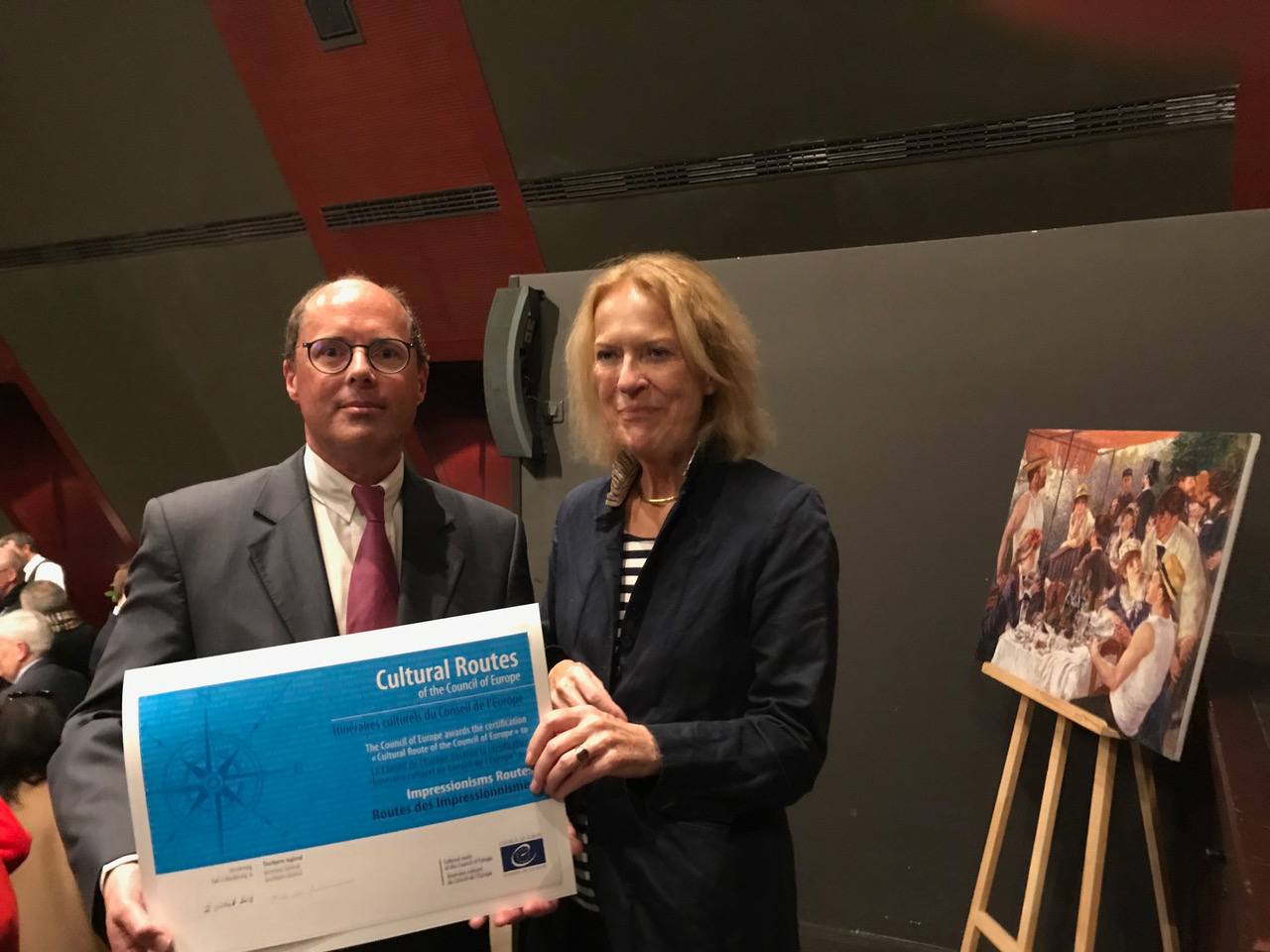
Francisca van Vloten en Pierre Bedouelle SG Euroart in Parijs, certificatie van de Impressionisms Routes, Collège des Bernardins, 2019